# The Golden Girls
The Golden Girls va ser una comèdia de situació en la televisió estatunidenca, creada per Susan Harris i emesa originalment per la National Broadcasting Company (NBC) des de 1985 fins a 1992. Protagonitzada per Beatrice Arthur, Betty White, Rue McClanahan i Estelle Getty, el programa conta la història de quatre senyores que, divorciades o vídues, comparteixen un xalet a Miami, Florida. Produïda per Witt/Thomas/Harris Productions, en associació amb Touchstone Television, la sèrie va comptar amb la producció executiva de Harris i els seus col·legues Tony Thomas i Paul Junger Witt.
The Golden Girls va rebre comentaris positius durant totes les seves temporades, i va guanyar diversos premis, incloent el Primetime Emmy a la millor sèrie de comèdia. També va guanyar tres Globus d'Or a la millor sèrie de televisió musical o còmica. Les quatre protagonistes van rebre Premis Emmy al llarg de l'existència de la sèrie, i van tenir múltiples nominacions. La sèrie també va aparèixer en llistats dels deu programes amb les qualificacions majors per sis de les seves set temporades.

## Premissa
La sèrie se centra en quatre senyores que comparteixen una casa a Miami, Florida. La propietària de la llar és una vídua anomenada Blanche Devereaux (Rue McClanahan), acompanyada també per una altra vídua companya, Rose Nylund (Betty White), i una divorciada, Dorothy Zbornak (Beatrice Arthur). Totes es van conèixer responent a un anunci que va penjar Blanche en el tauler d'anuncis d'un supermercat local. En l'episodi pilot, les dones van tenir un cuiner gai anomenat Cocó, que va ser eliminat immediatament de la resta de la sèrie perquè no existia suficient guió per als quatre personatges. A les tres de seguida es va unir la mare de Dorothy, Sophia Petrillo (Estelle Getty), que va perdre la casa que tenia en Shady Pines en un incendi.

## Personatges
La sèrie va comptar amb quatre personatges principals al llarg de la seva existència, amb molts altres personatges recurrents durant el transcurs de les seves set temporades.

### Blanche Devereaux
Blanche Devereaux (Rue McClanahan) és l'atractiva i coqueta propietària de la casa. Els seus flirtejos amb els homes i el seu interès pel sexe li confereixen l'humor més picant de la sèrie. Llueix amb orgull el seu origen sureny.
Nascuda a Hollingsworth, Devereaux era una bellesa surenya que va créixer en una plantació als afores d'Atlanta, Geòrgia. Va ser sempre “la nena dels seus ulls” del seu pare (ella es referia a ell com a “gran papa,” una referència al personatge de “Gran papa”, Pollit a l'obra de Tennessee Williams La gata sobre la teulada de zinc). No obstant això, ella va intentar moltes vegades donar-li un gir més negatiu a l'afecte del seu pare per ella. Blanche tenia una relació amor-odio amb les seves germanes Charmaine (Barbara Babcock) i Virgínia (Sheree North). També va ser difícil acceptar l'homosexualitat del seu germà Clayton (Muntanya Markham), i la malaltia mental del seu germà Tad (Ned Beatty) que més tard es va saber en la seqüela, The Golden Palace.
La casa que compartien en el 6151 de Richmond Street, pertanyia a Blanche. Ella havia viscut allí molts anys amb el seu últim espòs (interpretat en escenes retrospectives per George Grizzard, més endavant Blanche vendria a parts iguals la casa a Dorothy, Rose i Sophia). Blanche i George van tenir 6 fills: 2 filles (Rebecca i Janet, ambdues van aparèixer en la sèrie) i 4 fills (Matthew, un comptable amb titulació pública que va aparèixer en The Golden Palace. Bitt, Doug i Skippy, que tenia asma, són esmentats però mai van aparèixer en la sèrie). Blanche no tenia bona relació amb les seves dues filles. Rebecca estava ressentida amb ella per oposar-se al fet que deixés el col·legi per a convertir-se en model a París. Va tornar per a visitar-la per primera vegada des de feia 4 anys. Rebecca havia engreixat, la qual cosa va ser difícil d'acceptar per part de Blanche al principi: Kit (interpretada ara per una actriu més prima) va tornar a la sèrie més endavant. Janet estava ressentida amb Blanche per la falta de compromís d'aquesta en la seva infantesa. Blanche es lamenta d'allò referint-se a tots els seus fills. Blanche va tenir diversos nets: David (un rebel adolescent que va visitar Miami en un episodi); Sara (al costat de la seva mare Janet van visitar a les noies en l'última temporada); Melissa (una jove concursant de certàmens de bellesa); i Aurora (la nena petita de Rebecca, que va ser concebuda per inseminació artificial en una de les trames que continuen en la sèrie). Blanche va actuar de preparadora de Rebecca en el part i la instructora va servir perquè la seva relació s'afermés més.
El fill il·legítim de George Devereaux era David (interpretat per Mark Moses). El setè fill de Devereaux va ser descobert quan va aparèixer a la casa buscant a George. Això va conduir Blanche a lluitar contra el fet que el seu marit, a qui tenia devoció, li fos infidel durant el seu matrimoni.
Durant la major part de la sèrie Blanche va ser retratada com una devoradora famolenca d'homes. Clarament durant tota la sèrie va tenir molts admiradors masculins i històries detallant diverses trobades sexuals.
En el funeral pel seu marit George (que havia mort en xocar de front amb un conductor que anava en sentit contrari – en l'episodi es va pensar que George estava viu, però més endavant descobrim que tot va ser un somni de Blanche. Ella es desperta i és confortada per les noies -). Blanche va acordar una cita amb un home perquè com va dir Rose: “No pot estar sense un home, saps el que vull dir?”
Sophia en particular posseïa les millors frases amb relació a la naturalesa sexual de Blanche, referint-se a ella com un “matalàs humà.” Quan Dorothy va preguntar a Blanche sobre el temps que havia esperat per a tenir sexe després de la mort de George, Sophia va respondre: “Fins que van arribar els paramèdics.”
Blanche era molt vanitosa i, com a resultat d'això, sempre intentava actuar com si fos més jove. Encara que se sap que mai es va revelar la seva edat exacta (es va esmentar que fins i tot la seva data de naixement va ser esborrada del seu registre de naixement “per ordre del governador”). En la 3a temporada, episodi 25 anomenat “Dia de la mare” (emès el 7 de maig de 1988) en una imatge retrospectiva es va veure que Blanche tenia 17 anys en 1949. Tenia llavors 53 quan la sèrie va començar en 1985 i 61 quan la seqüela va acabar en 1993.
Blanche treballava en un museu d'art. El seu cap era Mr. Allen, un home molt agradable; encara que va admetre que havia tingut un embolic amb l'esposa del seu millor amic en l'episodi en el qual Dorothy va anar a treballar al museu, posant Blanche gelosa, cosa que corresponia amb el tracte continu a Blanche.
El gaudi del sexe sense complexos de Blanche va contribuir a alguns dels millors diàlegs de la sèrie, per exemple:
Blanche: Saps el que més odio fer després d'una festa?
Rose: Intentar buscar la teva roba interior a la roba bruta.
Sophia: És veritat el que diuen sobre els homes negres en el llit?
Blanche: Oh si!, per descomptat, per descomptat. Això és el que a mi també m'agradaria saber.

### Dorothy Zbornak
Dorothy Zbornak (Beatrice Arthur) és l'única divorciada, filla de Sophia Petrillo (Estelle Getty), és la "noia" responsable. Dona la casualitat que (Estelle Getty) té un any menys que (Beatrice Arthur) en la vida real.
De professió professora suplent de literatura americana està contínuament bregant amb la seva mare i Rose.
Dorothy Zbornak (de soltera Petrillo) era una catòlica italiana, criada a Brooklyn, Nova York, per la seva mare Sophia i el seu pare Salvadore (protagonitzat per Sid Melton en escenes retrospectives). Sobrenomenada “gateta” per la seva mare, Dorothy tenia un germà i una germana menor. El seu germà Phil (transportista), n'era referit sovint, però mai va aparèixer en escena. Va morir després d'un atac al cor en un episodi on actuava Brenda Vaccaro com la seva vídua. La seva germana Gloria, la germana Petrillo més jove, es va casar per diners; va aparèixer en dos episodis, però va ser interpretada per dues actrius diferents (Doris Belack i Dena Dietrich). Després de mudar-se a Miami en els seus últims anys, Dorothy va continuar treballant com a professora substituta.
La nit de la seva graduació, Stanley Zbonark, va deixar prenyada Dorothy i es va casar amb ella per legitimar al bebè. Stan i Dorothy van ser casats durant 38 anys, encara que Stan la va enganyar en nombroses ocasions. Finalment la va deixar per una jove hostessa anomenada Chrissy, que va conèixer en el camí a una conferència de negocis a Hawaii. Com explicava Dorothy en un episodi, el comandant de l'avió va dir a les hostesses que “donessin un lei (collaret de flors) als passatgers.” Chrissy es va confondre (implicant això que acabés fent l'amor amb Stan), però finalment van acabar casant-se i vivint a Maui. Dorothy va tenir dos fills, Kate i Michael, i un net anomenat Robbie. En la segona temporada, en un episodi on Michael li feia una visita, Dorothy es va referir a ell com si tingués 29 anys la qual cosa faria que ella tingués 47. Probablement va ser un mal càlcul per part dels guionistes. Quan en la següent temporada Michael va fer una visita (en l'episodi “benediccions barrejades”) per a anunciar el seu compromís amb Lorraine, Dorothy repetia en una escena que Michael només tenia 23 anys i Lorraine 44. En només una temporada de sobte Michael tenia 6 anys menys de vida. Michael hauria d'haver tingut 40-41 anys quan es va emetre aquest episodi perquè Dorothy l'hagués tingut quan ella tenia 18-19 anys.
Encara que Dorothy i Stan estaven divorciats ell va fer nombroses aparicions en el xou (el personatge de Stan estava interpretat per Herb Edelman). Normalment corria cap a Dorothy quan alguna cosa anava malament en la seva vida. Stan contínuament veia Dorothy com una figura reconfortant i en qui podia confiar a pesar que va ser ell qui va destrossar el seu matrimoni. Dorothy va sortir del divorci com una dona amargada i desesperada, mentre que el seu marit semblava descendir a l'època de la infantesa. Dorothy havia tancat totes les portes a la companyia masculina abans de començar una relació amb el professor de gimnàstica i casat. Aquest embolic va durar poc, però gràcies a ell es va fer una dona més forta i més segura. Van acabar tenint una relació d'una nit en la primera temporada (el que erròniament va fer pensar a Stan que allò conduiria a una reconciliació), i unes temporades més endavant van començar a quedar de nou i a fer plans de noces una altra vegada. Dorothy va cancel·lar la reconciliació el dia de les noces, quan Stan li demana que signés un acord prematrimonial. L'orgullosa mare de Dorothy, que mai havia perdonat al seu gendre per enganyar a la seva filla, plena d'orgull va anunciar als convidats a les noces: “Ella l'ha rebutjat, recordeu-ho!”
Cap al final de la sèrie, Bea Arthur va deixar clar que volia deixar la sèrie. Això inevitablement va forçar la trama de l'última emissió de la setena i última temporada. En l'episodi final de la sèrie, Dorothy es casa amb l'oncle de Blanche, Lucas Hollingworth (interpretat per Leslie Nielsen), convertint-la en “tia” Dorothy Hollingworth. Stan, malgrat estar apesarat de veure a Dorothy començar una nova vida sense ell, dona a Dorothy la seva benedicció vestit com el conductor de la limusina que la porta a les noces.

### Rose Nylund
Rose Nylund (Betty White) és la ingènua pagesa del Municipi de Saint Olaf, a Minnesota. Divaga sempre que conta algun succés, perdent-se en les històries de joventut, cosa que treu de polleguera a les seves companyes. És la més tendra i bonassa de totes.
Nascuda a Lindstrom, en una petita ciutat de grangers, St. Olaf, Minnesota, una comunitat de noruecs estatunidencs a la que una vegada es va referir Dorothy com “el bressol de la idiotesa.” A Rose li encantava contar històries profundament estranyes de la vida de St. Olaf mentre creixia; històries que li van subministrar bagatge còmic per al seu personatge. Històries típiques centrades en gent amb noms com: Hans, Lars o Sven, i algunes experiències amb arengs. Malgrat que Rose era decididament de modals més suaus de les quatre companyes de pis, tenia una vena increïblement competitiva. Això li feia “elevar el cap” en algunes ocasions, sobretot en el campionat de bitlles en l'episodi “la competició”, i mentre entrenava amb Dorothy un equip de futbol de nois.
Rose va passar uns quants anys de la seva vida en un orfenat en St. Olaf. Com es va descobrir en un memorable episodi, va passar gran part de la seva vida convençuda que Bob Hope era el seu pare biològic. No obstant això, al final de la sèrie, es va assabentar que havia nascut fora del matrimoni d'un monjo (Don Ameche) i la seva amant Ingrid, que va morir en el part. Quan tenia uns 8 anys, Rose va ser adoptada i criada per la gran (i aparentment una mica estranya) família Lindstrom. El seu pare adoptiu havia mort abans del començament de la sèrie, però en un episodi apareix la seva mare adoptiva Alma (protagonitzada per l'estrella veterana Jeanette Nolan); més tard va morir fora de la pantalla durant el curs de la sèrie. Rose era la primera de nou germans (una vegada es va dir que els seus pares estimaven “als germans per igual”). Diversos germans, com Rose, tenien noms de flors. Estaven incloses dues germanes que van visitar Rose a Miami: Lily, que era cega (interpretada per Polly Holliday), i Holly (interpretada per Inga Swenson) una músic professional a la qual Rose no suportava com es va endevinar de la seva actuació ja que Rose va dir una vegada: “Com un carallot.”
Rose va estar molts anys casada amb un viatger venedor d'assegurances, Charlie Nylund, que també treballava com a venedor de ferradures. Van tenir 5 fills; 3 filles (Kirsten, Bridgette i Jeanella) i dos fills (Adam i Charlie). Kirsten i Bridgette visitarien a la seva mare a Miami en més d'una ocasió, mentre que Adam, Charlie i Jeanella van ser esmentats però mai van aparèixer en el programa. Rose va tenir diversos nets; dues netes, Charley i Charlene (la primera va aparèixer a la sèrie i la segona va visitar Rose a The Golden Palace).
Després de la mort de Charlie en 1970 (va morir d'un atac al cor mentre feia l'amor), Rose va viure sola durant un temps a St. Olaf i després es va mudar a Miami i va trobar treball en un “centre d'assistència al dolor.” Durant el programa, Charlie va deixar de percebre la pensió i Rose va ser obligada a buscar un treball més lucratiu. Va acabar com a assistenta del reporter de consum Enrique Mas en una cadena local de televisió. Durant la sèrie Rose també va ser voluntària a l'hospital local i va treballar en diversos projectes caritatius.
En posteriors temporades Rose es va involucrar romànticament amb el professor Miles Webber (interpretat per Harold Gould). Rose va descobrir després que Miles formava part del Programa de Protecció de Testimonis. Es va dir que Webber, abans era conegut com a Nicholas Carbone, comptable de Chicago. Després que un gàngster anomenat Mickey, “l'home formatge,” i Moran fingís la seva pròpia mort, Miles va ser enviatt per poc temps a Pennsilvània com un granger anomenat Samuel Plankmaker. Per cert, el mateix que feia de Miles també va interpretar a Arnie, una de les breus aventures amoroses que Rose va tenir en la primera temporada.
Després de la fi del programa, quan les noies van vendre la casa i van comprar un hotel (The Golden Palace), Rose va ser l'assessora de noces de l'hotel. També s'encarregava de tots els banquets, conferències i assumptes de l'hotel. Mentre treballava en la recepció d'unes noces per a una núvia i organitzava l'especial "Cow-Themed Wedding," el nom de Miles va ser trobat en el registre de l'hotel diverses vegades. S'havia allotjat en aquestes ocasions amb una altra dona. Blanche informa a Rose sobre el que ha trobat i Rose confronta Miles amb la informació i llavors es descobreix que ell no és el Miles Webber que apareixia al registre de l'hotel. Miles sí que va admetre que sortia amb una altra dona que treballava en el restaurant; i que no podia triar entre elles. Rose acaba la relació dient que si després del que havia passat no estava segur que fos ella amb qui volia passar la resta de la seva vida, llavors no ho sabria mai. Més endavant, Rose descobreix que la núvia que tindrà l'especial ("Cow-Themed Wedding"), el qual sempre havia estat el somni de noces de Rose (per a ella i per a Miles) està planejant casar-se amb Miles. Al final de l'episodi Rose està a la cuina de l'hotel mirant el saló del banquet durant la celebració de les noces. Rose diu a Blanche que ha de ser aquí per a dir adéu i passar pàgina.
Rose va tenir alguns problemes de salut en el transcurs del programa, sobretot un fort atac al cor durant l'última temporada de la sèrie. En un episodi es va dir que Rose havia estat addicta als calmants durant molts anys. Se li havia receptat una medicina molts anys abans, després d'una ferida en la granja. També en l'episodi anomenat “72 hores,” informa a Rose que a causa d'una transfusió sanguínia que va rebre en una operació de rutina, possiblement estava infectada amb sida. Després d'alguns tests i una ansiosa espera de 3 dies, determina que és VIH negatiu.
En honor del personatge, el municipi de St. Olaf va crear el premi Rose Nylund d'excel·lència civil.

### Sophia Petrillo
Sophia Petrillo (Estelle Getty) és el contrapunt de Rose, desperta, llesta, no hi ha qui l'enganyi. El seu origen sicilià la va adobar en un món de dificultats i perills. No té pèls a la llengua.
Sophia Petrillo és la filla de Don Angelo i la seva dona Leonor de Sicília. La mare cínica de Dorothy va néixer a Sicília i es va mudar a Nova York després d'anul·lar el seu convingut primer matrimoni amb Guido Spirelli (també va estar compromesa per poc temps amb un jove del seu poble, Augustine Bagatelli, quan era adolescent).
Es va casar amb Salvatore Petrillo (Sid Melton) i van tenir 3 fills: Dorothy; Phil, un transportista casat i amb fills; i Gloria, que es va casar per diners, però que va perdre una fortuna que el seu mort marit li havia deixat.
Sophia va ser ingressada a la residència d'ancians “Shady Pines” per Dorothy abans del començament de la sèrie, Sophia havia sofert un gran atac que, en més d'una ocasió es va dir que havia destruït la part del cervell que actuava com a censor. Per descomptat molta de la popularitat de Sophia ve del seu humor, a vegades xocant, de la seva franquesa i de la seva falta general d'inhibició.
En l'episodi pilot se'n va anar a viure amb les noies després que la residència es cremés. En un altre episodi Sophia va intentar fugir a Sicília després que es convertís en la principal sospitosa d'iniciar l'incendi. Sophia mai va parlar bé de la residència i va al·ludir al maltractament del personal moltes vegades durant tota la sèrie (encara que en un episodi va parlar de la poca qualitat de les residències, va admetre que el tractament rebut a Shady Pines era satisfactori). Va haver-hi constants pistes en la sèrie que suggerien que ella i la seva família tenien contactes amb la màfia de Sicília. Una vegada va dir que havia viscut dues guerres mundials, 15 venjances, 4 operacions i 2 Darrins en la sèrie Bewitched. En un episodi va deixar caure que ella sabia el que li va passar a Jimmy Hoffa.
Membres de la família que apareixen en el programa són: la seva germana Angela (interpretada per Nancy Walker), el seu germà Angelo (interpretat per Bill Dana), la seva filla Gloria (interpretada per Doris Belack i Dena Dietrich) i en una imatge retrospectiva el seu marit Sal, la seva mare (interpretada per Bea Arthur) i el seu pare (interpretat també per Bill Dana) i la mateixa Dorothy a una edat més primerenca (interpretada per Lynnie Greene). Phil, el seu únic fill, mai es va veure en la sèrie. Més endavant va morir d'un atac al cor (a causa de la seva obesitat) mentre es provava roba gran de senyora (fins i tot en la vetlla deien que vestia de senyora). En l'episodi "La venjança d'Ebbtide," després del funeral del fill, Sophia (amb ajuda de l'assenyada personalitat de Dorothy i amb l'afectuosa i experta ajuda de Rose, obtinguda, gràcies al seu treball en el centre de treball de consultat de dolor) finalment s'adona de l'arrel de la seva ira, va esclafir a plorar i acaba la seva ja llarga enemistat amb l'esposa de Phil, Angela (interpretada per Brenda Vaccaro). Es va dir que Sophia estava enfadada amb si mateixa perquè es preguntava què havia dit o fet al seu fill perquè aquest volgués ser transportista. Al final es reconcilia amb Angela després d'adonar-se que encara l'estimava. En un dels pocs moments emotius de Sophia diu: "El meu fill se n'ha anat." Sophia sempre es referia a Angela com a “Gran Sally” perquè això la irritava. Phil, Angela i els seus fills vivien en una caravana a Newark, Nova Jersey. Sophia es va casar amb Rax Weinstock (interpretat per Jack Gilford), company de negocis de Sal. Va intentar reviure el vell negoci de pizza i Knish de Sal i de Max a la platja. Però es van separar aviat adonant-se que estaven millor com a "amics amb beneficis ocasionals". Al llarg de tota la sèrie Sophia va realitzar uns quants treballs a mitja jornada que majorment estaven relacionats amb el menjar, com el de treballar de menjar ràpid i empresària de salsa d'espagueti i especialista en entrepans.

### Personatges recurrents
Els següents actors i actrius van interpretar personatges recurrents:
- Herb Edelman va interpretar Stanley Zbornak, el marit anterior de Dorothy. Va aparèixer en 26 episodis.
- Harold Gould va interpretar Miles Webber, un professor que era el promès de Rose. Va aparèixer en 14 episodis.
- Dinah Manoff va interpretar Carol Weston, la veïna neuròtica i tibant de les senyores.
- Kristy McNichol va interpretar Barbara Weston, una oficial de policia que era una veïna de les senyores.
- Richard Mulligan va interpretar Dr. Harry Weston, el veí i pare de Barbara i Carol Weston.
- Sheree North va interpretar Virgínia, la germana de Blanche, qui va aparèixer en 2 episodis.
- Sid Melton va interpretar Salvadore Petrillo, el difunt marit de Sophia, usualment vist en somni i seqüències de flashback. També va interpretar "Do the Fool," un cambrer en un restaurant medieval.
- Nancy Walker va interpretar Angela, tia de Dorothy i germana de Sophia.
- Bill Dana va interpretar Angelo, germà de Sophia i oncle de Dorothy.
- Lynnie Greene va interpretar una versió més jove de Dorothy en seqüències de flashback.
- Scott Jacoby va interpretar a Michael, un músic sense rumb qui era el fill de Dorothy.
- Steve Landesberg va interpretar al Dr. Halpern, el psiquiatre de Stan, qui va aparèixer en 4 episodis.
- Ellen Albertini Dow va interpretar Lillian, una amiga de Sophia a qui les senyores van ajudar a reubicar d'un asil d'ancians.

Per a estrelles convidades, el programa va emprar molts actors i actrius famosos, com Don Ameche, Christopher Daniel Barnes, Ken Berry, Lloyd Bochner, Sonny Bono, Eddie Bracken, Joseph Campanella, Virgínia Capers, Rosalind Cash, George Clooney, Robert Culp, Ruby Dee, The Del Ros Triplets, Jeane Dixon, Geraldine Fitzgerald, Anne Francis, Alice Ghostley, Johnny Gilbert, Peter Graves, Merv Griffin, George Grizzard, Gary Grubbs, Polly Holliday, Bob Hope, Julio Iglesias, Freddie Jackson, Tony Jay, Billy Jayne, Paula Kelly, Alan King, David Leisure, Hal Limitin, Mark Linn-Baker, Mario López, Dinah Manoff, Muntanya Markham, Edie McClurg, Marian Mercer, Martin Mull, Leslie Nielsen, Jerry Orbach, Leland Orser, Tony Plana, Peggy Pope, Joe Regalbuto, Burt Reynolds, Debbie Reynolds, Donnelly Rhodes, Richard Riehle, Alex Rocco, Cessar Romero, Mickey Rooney, Harry Shearer, McLean Stevenson, Inga Swenson, Jeffrey Tambor, Meshach Taylor, Jay Thomas, Alex Trebek, Dick Van Dyke, Tom Villard, Lyle Waggoner, David Wayne, i Fred Willard. El director Quentin Tarantino també va aparèixer en un episodi com un imitador d'Elvis.

## Producció

### Creació
Les idees per a una sèrie de comèdia sobre senyores van sorgir durant la filmació per NBC d'un especial de televisió en els estudis de Warner Bros. a Burbank, Califòrnia a l'agost de 1984. Produït per a introduir l'horari de programes televisius per a la cadena durant la temporada 1984-1985, dues actrius que van aparèixer en programes d'NBC — Selma Diamond (de Night Court) i Doris Roberts (qui llavors era coneguda pel seu paper a Remington Steele) — van aparèixer en un sketch promovent el futur programa Miami Vice com Miami Nice, una paròdia sobre senyores que viuen a Miami, Florida. Warren Littlefield, eel vicepresident d'NBC, va ser un dels productors executius en l'audiència que es van divertir amb el seu acompliment, i va pensar en una sèrie basada en l'humor geriàtric que les dues retrataven.
Poc després els productors Paul Junger Witt i Tony Thomas llançaven una sèrie sobre una advocada. Encara que Littlefield va vetar la idea, els va preguntar si estaven interessats en el lliurament d'un guió per a un episodi pilot de Miami Nice en el seu lloc, però quan el seu escriptor regular va dimitir, Witt va acordar sol·licitar-ho a la seva esposa, Susan Harris. Si bé hi havia dubtes sobre si Harris, qui inicialment havia planejat retirar-se després del final de la seva sèrie Soap a American Broadcasting Company (ABC), escriuria un projecte nou, Harris va trobar que el concepte era interessant perquè "era un grup demogràfic que mai s'havia abordat," i aviat va reprendre el seu treball. Encara que la seva visió d'una sèrie sobre dones al voltant de 60 anys diferia amb la petició de la NBC per a escriure una comèdia sobre dones amb edats al voltant de 40 anys, Littlefield va quedar impressionat quan va rebre el guió per al pilot d'Harris, i posteriorment va aprovar la producció del pilot. Jay Sandrich, el director de The Cosby Show, qui havia treballat prèviament amb Harris, Witt, i Thomas a Soap, va acceptar dirigir-lo.

### Escriptura i filmació

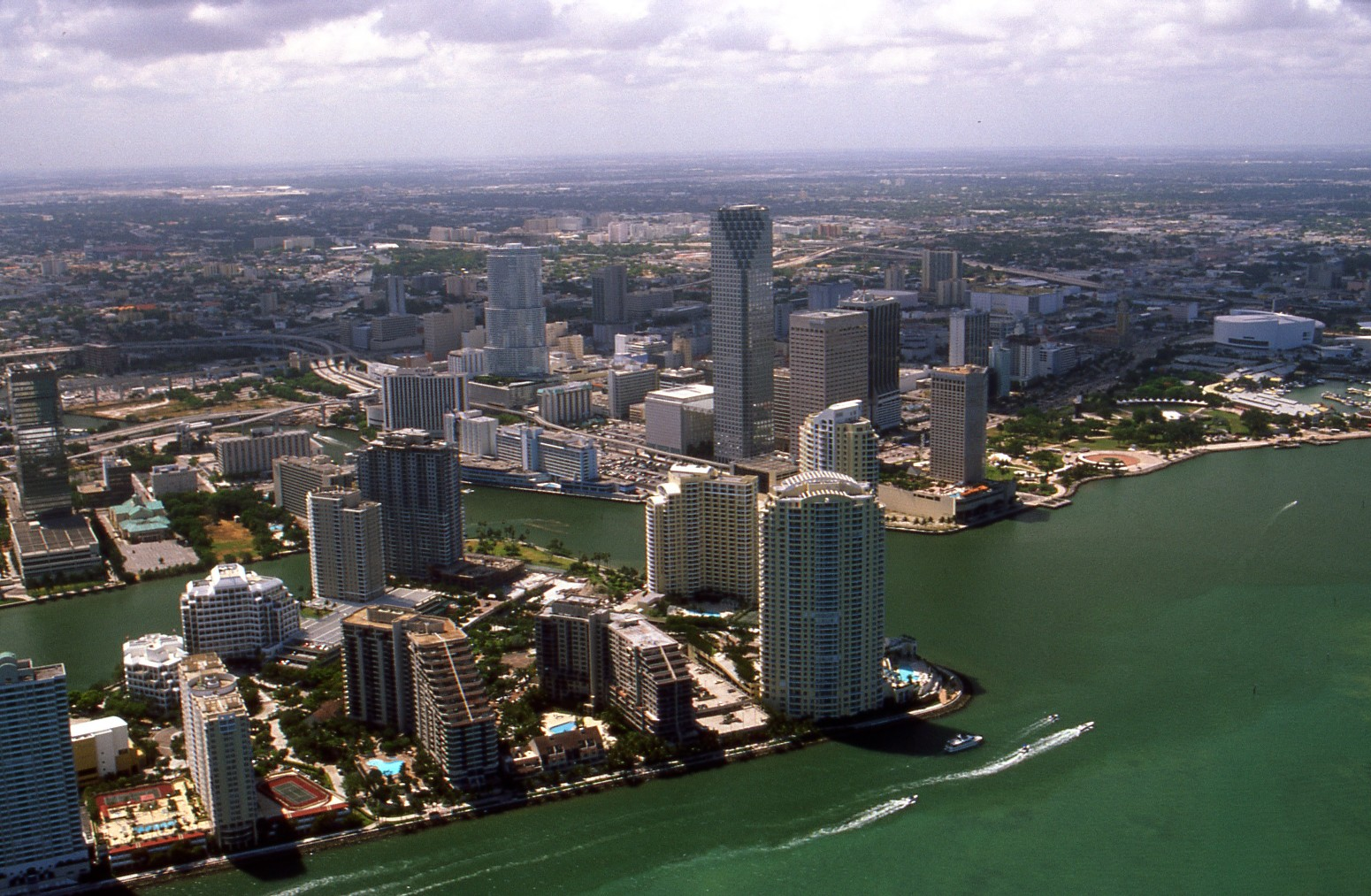
L'horitzó de Miami, que va aparèixer en el cartell titular per a la primera temporada.

La creadora de The Golden Girls, Susan Harris, va arribar a contribuir amb uns altres quatre episodis de la primera temporada, però va arribar a estar menys involucrada amb la sèrie al llarg de la seva existència; no obstant això, podria continuar llegint tots els guions i era familiar amb la majoria de les històries. Kathy Speer i Terry Grossman van ser els primers escriptors principals de la sèrie i van escriure per a la sèrie durant quatre temporades. Com a escriptors principals, Speer i Grossman van donar idees generals a escriptors menors, i personalment, van escriure un grapat de seqüències de comandos a cada temporada. En 1989, Marc Sotkin, prèviament escriptor de Laverne & Shirley, va assumir responsabilitats d'escriptura, i va guiar el programa (en diversos graus) durant el que serien les seves últimes tres temporades. Richard Vaczy i Tracy Gamble, prèviament escriptors de 227 i My Two Dads, també breument van assumir el càrrec de producció, fins que van ser reemplaçats en 1990 per Marc Cherry i Jamie Wooten, el primer episodi de la qual es va emetre el 12 de gener de 1991, encara que Vaczy i Gamble van continuar a supervisar la producció. Mitchell Hurwitz era també un membre del personal de l'escriptura.
La direcció de la casa era esmentada com el 5161 o 6151 de Richmond Street, a Miami. El model exterior utilitzat en els rodatges de la casa en la sèrie va ser part del trajecte recorregut entre bastidors a Disney's Hollywood Studios. Aquesta façana — juntament amb la casa usada a Empty Nest — va ser una de les destruïdes en l'estiu de 2003, quan The Walt Disney Company va arrasar les cases de "Residential Street" per a donar cabuda a Lights, Motors, Action! Extreme Stunt Show. La façada, basada en una casa real a Brentwood (Califòrnia) que es troba al 245 de North Saltair Avenue, va ser utilitzada en els rodatges exteriors durant la primera temporada de la sèrie. Més tard, es va construir una rèplica en Walt Disney World a Florida.

## Final de la sèrie
Després de sis temporades consecutives entre les millors i una setena temporada en el lloc 30, The Golden Girls va arribar a la seva fi quan Bea Arthur va decidir que era hora de passar a altres coses. En l'episodi final, emès al maig de 1992 amb durada d'una hora, Dorothy es casa amb Lucas (Leslie Nielsen), l'oncle de Blanche, i es trasllada a Hollingworth Manor a Atlanta, Geòrgia. Es presumia que Sophia s'uniria a ella, però al final es queda amb les altres noies a Miami.
En els amargs moments finals, després de fer un emotiu discurs i declarar el seu amor indefectible a les altres noies, Dorothy entra i surt per diferents estades de la casa per a dir el seu últim adéu, fins que surt per última vegada, dient "Sempre sereu les meves germanes, sempre" abans de marxar deixant a les altres tres noies soles. El final va acumular 27.2 milions de teleespectadors (38% de tots els estatunidencs que veien la televisió al mateix temps). Quan el final de la sèrie es va emetre el 9 de maig de 1992, era el desè final més vist de tots els temps. A partir de 2010, ocupa el lloc 18.